# Svartträsk (Finström, Åland)
Svartträsk är en sjö i Finströms kommun i Åland (Finland). Den ligger i den norra delen av landskapet, 26 km norr om huvudstaden Mariehamn. Svartträsk ligger 32 meter över havet. Den ligger på ön Fasta Åland. Arean är 10,2 hektar och strandlinjen är 1,44 kilometer lång. Sjön  ingår i Skärgårdshavets kustområde, Åland. 